# 馮曉林
冯晓林，湖南望城人，男，中國人民解放軍將領，中共黨员，軍階為中國人民解放軍少將。其曾任中國人民解放軍駐香港部隊副政治委員、湖北省军区政治委員、中共湖北省委常委。
于國防大學學習，並擁有研究生學歷，是經濟學碩士。